# Nokia 2110
Nokia 2110 là mẫu điện thoại do Nokia sản xuất và được giới thiệu lần đầu vào năm 1994. Nó là mẫu Nokia đầu tiên có cài nhạc chuông Nokia trên hệ thống . Mẫu này có các chức năng cơ bản như nhận và gửi SMS, lịch sử cuộc gọi có thể lưu 10 cuộc gọi đi, 10 cuộc gọi đến và 10 cuộc gọi nhỡ. Phiên bản của nó, sau này là Nokia 2110i có bộ nhớ lớn hơn với 1 ăng ten và được ra mắt vào năm 1996.